# Ayent
Ayent [ayɛ̃] est une commune suisse du canton du Valais, située dans le district d'Hérens.

## Géographie

Vue aérienne (1955).

La commune d'Ayent s'étend sur tout le flanc droit de la vallée du Rhône, de Saint-Léonard au sommet du Wildhorn qui constitue la séparation des eaux des alpes bernoises et la frontière entre les cantons du Valais et de Berne. Sur ce territoire qui se rétrécit vers le sud, sur une distance d’environ 20 km seulement, se superposent tous les degrés d'altitudes et de végétations qui caractérisent le côté ensoleillé (adret) de la vallée principale du Valais. La Lienne, qui sépare la montagne verticalement, limite la commune sur son côté est dans toute sa longueur jusqu'à 1 777 m où le barrage de Tseuzier a été édifié artificiellement.
Le territoire d'Ayent occupe 55,13 km2. Lors du relevé de 2013-2018, les surfaces d'habitations et d'infrastructures représentaient 5,0 % de sa superficie, les surfaces agricoles 18,1 %, les surfaces boisées 25,4 % et les surfaces improductives 51,3 %.
Les localités principales se situent à l'ouest de la Lienne sur de petites terrasses à une altitude de 900 à 1 050 m sur une terre de moraine ondulée et parsemée de petits ruisseaux. Au-dessus des villages, dans la région montagneuse (env. 1 500-1 600 m) sur une zone plus ou moins couverte de forêt s'élèvent les mayens et, plus connue, la station touristique d'Anzère. Encore plus haut, à environ 2 000 m s'étendent les alpages.
La commune se compose de 13 villages et plusieurs hameaux, dont aucun d'ailleurs ne s'appelle Ayent : Anzère, Argnou ou Argnoud, Blignou, Botyre, Botyrette, Fortunau, La Place-Villa, Luc, Saxonne, Signèse, La Maya et Saint-Romain (siège municipal).

Panorama de la commune d'Ayent depuis la colline du château d'Ayent.

## Histoire
L'appellation « Ayent » est ancienne. On trouve une première citation dans un document de 1052 où le nom est écrit Agent. Une seigneurie et un château sont attestés à Ayent à cette époque. Au douzième siècle, on trouve déjà l'orthographe actuelle au milieu d’autres formes également employées : Aient, Aent et Ayens. De 1376 à 1798, Ayent appartient à l'évêque de Sion, qui la fait administrer par un châtelain. Le territoire de la seigneurie est traversé par l'important passage du Rawil qui, malgré diverses améliorations du chemin muletier au XIXe siècle, a été peu à peu abandonné. La communauté, mentionnée dès 1257, comprend dès le Moyen Âge les « tiers » de Luc, Botyre et Arbaz. Par ailleurs, le « tiers » d'Arbaz se sépare d'Ayent en 1877 pour devenir une commune autonome. Le village de Blignou est rattaché à la commune d'Ayent dès 1875.
L'aridité de tout son territoire exposé plein sud a contraint les habitants à construire de nombreux bisses qui amènent l'eau des profondes vallées latérales jusque sur le coteau. Ce fait a marqué profondément l'histoire de la commune. Cette particularité en a fait un lieu tout désigné pour y placer Le Musée valaisan des Bisses au centre du village de Botyre.

## Toponymie
Le nom de la commune, qui se prononce [ayɛ̃], est d'origine incertaine, peut-être prélatine voire préceltique étant donné que la région est habitée depuis la préhistoire. Il pourrait dériver d'un nom de personne latin Agens, et désigner par ellipse un domaine qu'y possédait un dénommé Agens.
Sa première occurrence écrite date du XIe siècle, sous la forme d’Aes (Agent en 1052).

## Politique

### Conseil communal
Le Conseil communal est le pouvoir exécutif de la commune. Ses sept membres sont élus tous les quatre ans par le peuple.
Le Conseil communal est composé de 3 membres du Centre, de 2 membres du Parti socialiste (PS), d'un membre du Parti libéral-radical (PLR) et d'un membre de l'Union démocratique du centre (UDC).

### Conseil général

Composition législature 2020-2024 (plus d'actualité)

Le Conseil général est le pouvoir législatif de la commune. Ses 30 membres sont élus tous les quatre ans par le peuple.
Le Conseil général est composé de 12 élus du Centre, de 9 élus du PS, de 3 élus de l'UDC et de 6 élus du PLR.

## Population et société

### Gentilé et surnoms
Les habitants de la commune se nomment les Ayentôts, ou Ayentaux,.
Ils sont surnommés les Traîne-Soques (soit ceux qui traînent les pieds) ou les Soques et les Danaux (soit les damnés). Les habitants d'Arbaz les surnomment par ailleurs les Pommes de Terre.
Les habitants du village de Botyre se nomment les Butyrains.
Les habitants du hameau de Signèse se nomment les Signésons.

### Démographie

#### Évolution de la population
La commune compte 4 350 habitants au 31 décembre 2023 pour une densité de population de 79 hab/km2. Sur la période 2010-2023, sa population a augmenté de 20,6 % (canton : 17,0 % ; Suisse : 9,4 %).  

#### Pyramide des âges
En 2023, le taux de personnes de moins de 30 ans s'élève à 28,3 %, au-dessous de la valeur cantonale (31 %). Le taux de personnes de plus de 60 ans est quant à lui de 30,9 %, alors qu'il est de 27,5 % au niveau cantonal.
La même année, la commune compte 2 135 hommes pour 2 215 femmes, soit un taux de 49,1 % d'hommes, inférieur à celui du canton (49,9 %).
| Hommes | Classe d’âge | Femmes |
| ------ | ------------ | ------ |
| 0,8    | 90 ans ou +  | 1,3    |
| 9,8    | 75 à 89 ans  | 11,1   |
| 18,9   | 60 à 74 ans  | 19,9   |
| 21,5   | 45 à 59 ans  | 20,4   |
| 19,5   | 30 à 44 ans  | 20,4   |
| 14,3   | 15 à 29 ans  | 12,6   |
| 15,3   | - de 14 ans  | 14,4   |

| Hommes | Classe d’âge | Femmes |
| ------ | ------------ | ------ |
| 0,6    | 90 ans ou +  | 1,3    |
| 8,0    | 75 à 89 ans  | 10,1   |
| 17,1   | 60 à 74 ans  | 17,9   |
| 21,0   | 45 à 59 ans  | 20,7   |
| 21,3   | 30 à 44 ans  | 20,1   |
| 17,3   | 15 à 29 ans  | 16,0   |
| 14,7   | - de 14 ans  | 14,0   |

## Économie
Son économie est tournée vers le tourisme (station d'Anzère) et vers l'agriculture (important domaine viticole). La population était encore à forte majorité paysanne en 1910.
Ayent fait partie des rares communes où l'on peut trouver à la fois de la vigne et un glacier (glacier du Wildhorn).
Le barrage de Tseuzier ou barrage du Rawyl, d'une capacité de 51 millions de m3 d'eau, a été construit en 1957. Son couronnement est à l’altitude de 1 777 mètres. Le turbinage de son eau produit, en moyenne, 250 GWh par an. La commune d'Ayent acquiert une partie de son courant électrique à un prix très avantageux, notamment le courant pour l'éclairage public. L'autre principale commune concédante est Icogne, elle a les mêmes avantages qu'Ayent en ce qui concerne la fourniture de courant.

## Culture et patrimoine

### Patrimoine bâti
La chapelle Sainte-Marie-Madeleine située à Argnoud a probablement été fondée au XIe siècle et transformée à la fin du Moyen Âge. Il s'agit d'un petit édifice à abside circulaire dans lequel on trouve un autel datant de 1729.

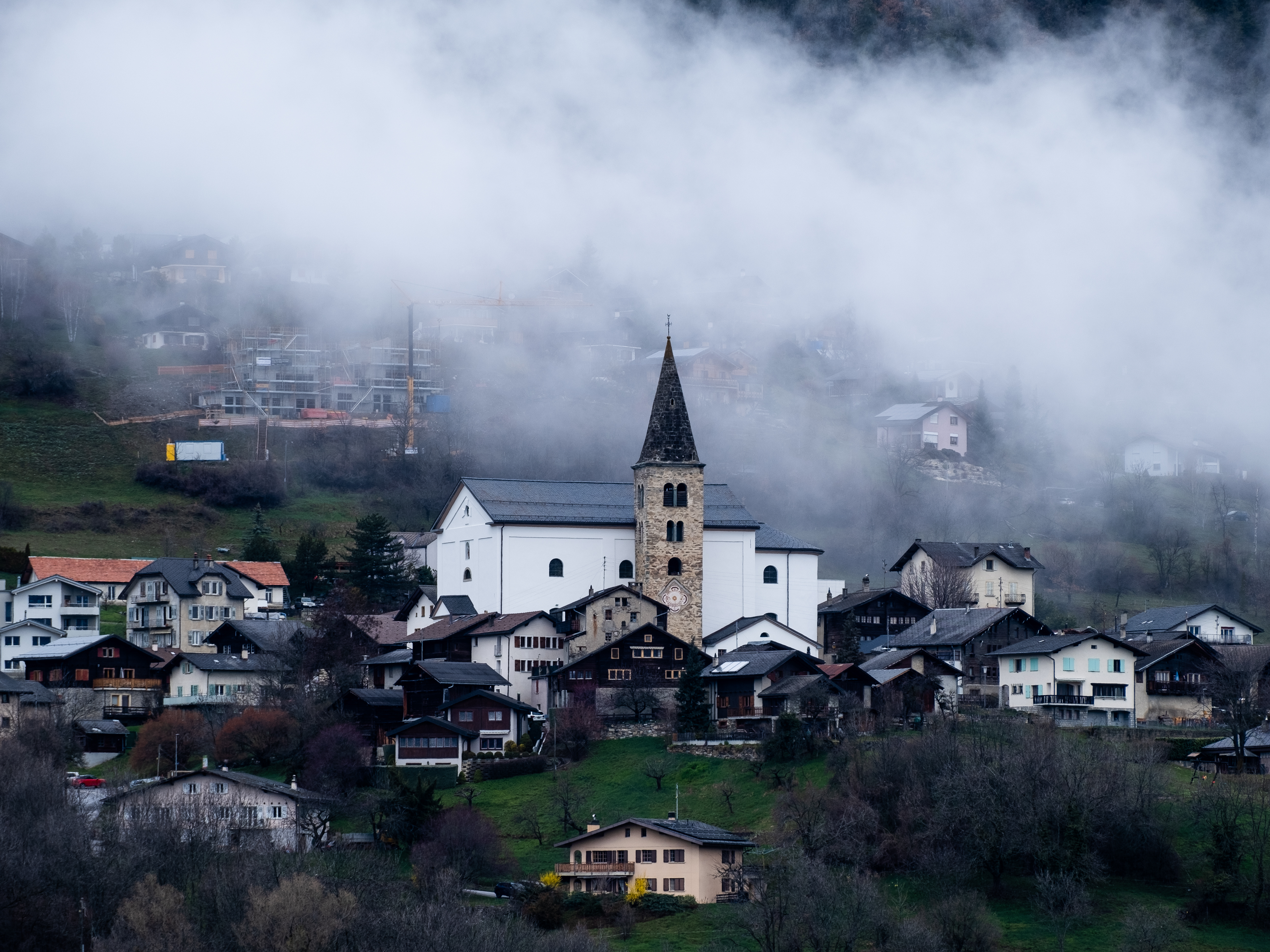
L'église Saint-Romain

Saint-Romain fut le site d'un prieuré fondé au XIe siècle et aujourd'hui disparu. L'église paroissiale Saint-Romain a été construite en 1860-62 contre son clocher datant du XVe – XVIe siècle, érigé sur les bases de celui de l'ancien prieuré. La maison de commune remonte au XVIe siècle.

### Patrimoine naturel
Une vue du bisse d'Ayent figure sur les billets de banque de 100 CHF dévoilés par la BNS en 2018.
Le Sex Rouge d'Ayent est une montagne située au nord de la commune.

### Héraldique
| Blason | Blasonnement : « D'azur au lion d'or, armé et lampassé de gueules, tenant une épée d'argent garnie d'or. » |

Les armoiries d'Ayent sont directement inspirées de celles de la famille noble d'Ayent.

### Fonds d'archives
- Fonds : Ayent, commune / paroisse (1320-1981) [16,40 mètres].  Cote : CH AEV, AC Ayent. Sion : Archives de l'État du Valais (présentation en ligne)..